# ダイナミック・サニート
株式会社ダイナミック・サニートは、秋田県秋田市外旭川に本社を置く害虫駆除・衛生管理会社。秋田県秋田市、大館市、横手市、岩手県盛岡市、青森県弘前市に営業所を展開。シンガポールに子会社、台湾にフランチャイズを展開しており、東南アジアでもサービス提供している。

## 歴史
事実上の創業日は昭和44年2月22日（第1号顧客の契約日）だが、正式な創業記念日は株式会社として法人登記した昭和46年6月26日。秋田県大館市で金澤啓子（現ダイナミック・サニート会長）がネズミ退治のサービスを始めたところ地元で評判を呼び創業に至った。
その後、優秀なネズミ退治業者として東京まで噂が広まり、当時ネズミ問題を抱えていた羽田空港全棟のネズミ駆除を任される。
羽田空港での実績が認められて東京での仕事も次第に増え、東京営業所を恵比寿に置く。業務内容も拡大し、ネズミ駆除だけでなくシロアリ、スズメバチ、ゴキブリなどの害虫駆除全般を行うようになる。90年代には病院での衛生管理や感染予防、食品工場での異物混入対策や食中毒対策のニーズが高まり、害虫駆除の分野に留まらずウイルスや細菌などの微生物コントロール、殺菌・消毒の業務も増加した。
2006年に東京営業所を閉鎖後は秋田市、大館市、横手市、盛岡市、弘前市の5都市で営業しており、30名程度の社員を雇用している。
2016年にはシンガポールに子会社Dynamic Sanito SEA Pte. Ltd.を設立。
2019年には海外事業部のブランド名をHYSIAに変更し、フランチャイズ展開を開始し、HYSIA Taiwanを設立。
2020年5月時点では新型コロナウイルス(COVID-19)対策を含む、公衆衛生・環境衛生・食品安全の分野のB2Bサービスを日本およびシンガポール、マレーシア、タイ、ベトナム、台湾で提供している。

## 業務内容[6]
- 害虫駆除全般
  - ネズミ駆除・シロアリ駆除・ハチ駆除・ゴキブリ駆除・カ駆除・ハエ駆除・ノミ・シラミ・ダニ駆除・その他衛生害虫、不快害虫の駆除・退治
- 食品衛生管理全般
  - 食品工場や飲食店における食中毒対策・異物混入対策・HACCP対応・IPMによる害虫管理・食品衛生検査・スタッフの意識改善セミナー
- 微生物コントロール・衛生検査
  - ノロウイルス、カンピロバクター、黄色ブドウ球菌、O-157、サルモネラなどの食中毒原因菌・ウイルスの検査及び殺菌・消毒
- カビ除去・予防・清掃
- レジオネラ対策
  - 浴槽及び水の循環システムの清掃・消毒
- ホスピタルサニテーション
  - 手術室の清掃・消毒、空中浮遊菌・付着菌の検査・消毒等
- インフルエンザ対策
  - サイプレスクリア・タケックスクリーンなどの消毒液の提供
- シックハウス症候群対策
  - ホルムアルデヒド濃度の測定、発生源の特定
- 清掃業
  - 貯水槽・配水管清掃、換気扇清掃、グリスフィルター清掃・交換等
- 文化財維持管理
  - 重要文化財の虫害対策
- 床下換気システムの施工
  - 床下環境の改善、シロアリ等の発生予防